# إسماعيل باشا أباظة
إسماعيل باشا أباظة (1854-1927)، عميد الأسرة الأباظية في مصر، ولد في بلدة شرويدة التابعة لمركز الزقازيق بمحافظة الشرقية في مصر.

## حياته
نشأ في قريته وتعلم في كتّابها، ثم في مدرسة المبتديان والمدرسة التجهيزية في القاهرة وتخرج في كلية الحقوق عام 1875م. تولّى إدارة أملاك والده ثم التحق بالوظائف الحكومية وعيّن مفتشا في مدينة أبي كبير وترقّى إلى أن صار وكيلا لمديرية الشرقية. اشتغل بالمحاماة وعُيّن نائبا في مجلس الأقاليم النيابية، ثم أصبح نائبا في مجلس شورى القوانين، ثم أصبح عضوا في الجمعية التشريعية لعدة دورات. وكان في حياته النيابية المصرية علما من أعلام البلاد المشهورين.
كان من مؤسسي حزب الأمة في مصر عام 1907م ومن مؤيّدي رئيس الوزراء المصري عدلي باشا يكن. سافر عام 1908م إلى لندن على رأس وفد مصري للدفاع عن مصالح البلاد، وكان معه في الوفد محمد الشريعي وعبد اللطيف الصوفاني وحسين القصبي وغيرهم.
تولّى منصب الوزارة في خمسة حكومات مصرية مختلفة.
ألّف كتابا أسماه ( حديقة الأدب) حيث اشتغل بالعلم والكتابة والصحافة وأنشأ جريدة الأهالي عام 1894م وكان يقوم بتحريرها وإدارتها لوحده. وكانت الجريدة تتخذ نهجا وطنيا مصريا مما كان له أكبر الأثر في تنمية الحركة الوطنية المصرية. كما صدر له كتاب آخر أسماه ( مقدمة أساس التاريخ العصري لمشاهير القطر المصري)
المرجع : كتاب أعلام الشراكسة - فيصل حبطوش خوت أبزاخ - عمان - الأردن -2007م